# Синьохвіст тайговий
Синьохвіст тайговий (Tarsiger cyanurus) — птах родини мухоловкових, раніше відносили до родини дроздових. Поширений у тайгових лісах Євразії, протягом останніх 100 років розширює ареал на захід. В Україні рідкісний залітний вид.

## Опис
Невеликий птах, трохи менший за горобця. Довжина тіла — 13–14 см, розмах крил — 21-24 см, вага — 10–18 г. У самця яскраво-синє оперення верхньої частини тіла, на плечах, задній частині і хвосту. Синє забарвлення оперення темніше за все на щоках і боках шиї. Нижня частина тіла вершкового кольору з яскраво-помаранчевими бічними сторонами. На лобі та над очима проходить біла смуга. У самки оперення верхньої частини тіла оливково-коричневого кольору, світліше внизу. Задня частина і хвіст синювато кольору, бічні сторони помаранчеві.
Пісня — набір свистів. Співає вдень і вночі, влаштовуючись найчастіше на вершині дерева.

## Поширення та місця існування
Сучасний ареал охоплює смугу тайгових лісів від Естонії та Фінляндії в Європі, Сибіру і на південь до Гімалаїв, північно-західній Індії і Західного Китаю.
Поширення виду протягом останніх 100 років суттєво розширилось на захід. На межі ХІХ і ХХ ст. ареал синьохвоста тайгового заходив за Урал в Європейську частину Росії тільки в Пермській області. У 1930-ті рр. західну межу проводили вже по середній Печорі (62° пн.ш.), але вже у 1937 р. було встановлено гніздування синьо хвоста тайгового на Кольському півострові. У наступні роки з'являлось все більше повідомлень про зустрічі цього виду в різних місцях північного заходу Росії, а також в країнах Західної Європи. У Фінляндії перше гніздо тайгового синьо хвоста було виявлено в 1971 році; на початку ХХІ ст. вид став регулярно гніздовим у цій країні. Перші випадки гніздування в Естонії відмічено в 1980, у Швеції — в 1996, в Норвегії — в 2011.
Зимують тайгові синьохвості в Південно-Східній Азії.
На території України рідкісний залітний птах. Про перше спостереження виду на території країни повідомляв В. Д. Коханов (2000) — він начебто бачив птаха 7 вересня 1963 року поблизу м. Красногорівка (Донецька область). Проте до фауністичних зведень його не було включено через відсутність беззаперечного доказу зустрічі виду (Фесенко, Бокотей, 2002). Перша задокументована зустріч синьохвоста тайгового на території України відбулась 11 січня 2021 року поблизу м. Новомосковськ (Дніпропетровська область).
Синьохвіст тайговий селяється в тайгових або змішаних ялицево-березових лісах з вологою землею і великою кількістю зламаних вітром гілок, на висотах 1200—2000 м. На прольоті трапляється в чагарникових заростях поблизу річок.

## Гніздування
Гніздиться на землі. Гніздо тайговий синьохвіст влаштовує в укритті: дуплах, напівдуплах, між коренями дерева, на землі під поваленим стовбуром, в порохнявому пні. Споруда чашоподібна, щільна і глибока. В якості будівельного матеріалу використовують тонкі гілочки дерев, хвою, стебла трав, мох і лишайники, лоток птах вистилає шерстю і пір'ям. У повній кладці налічується від 5 до 7 білих з бурими цятками яєць.

## Живлення

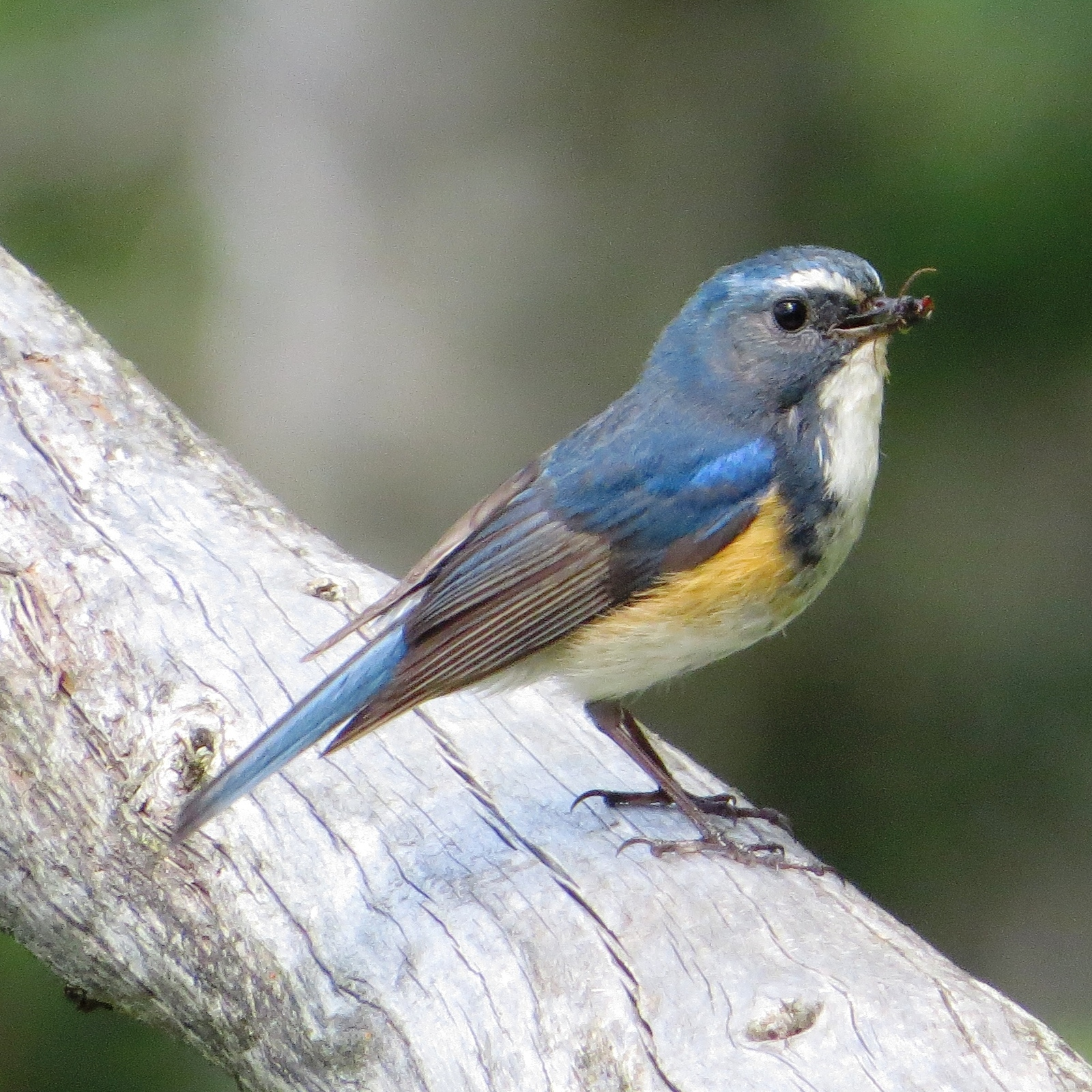
Самець з кормом

Живиться комахами та іншими безхребетними, збираючи їх з гілок дерев і кущів, а також на землі. Полює також з присади на літаючих комах, подібно до мухоловок. Крім тваринної їжі, споживає також ягоди і насіння.